# Кот в сапогах (рассказ)
Кот в сапогах ― рассказ советского детского писателя Виктора Драгунского. Входит в цикл «Денискины рассказы», впервые изданный в 1959 году. В этом произведении Денис Кораблёв вместе с другом Мишкой собирается на школьный новогодний праздник.
Некоторые обороты в произведении имеют комический эффект (значения слова «хвост»), присутствуют лексические языковые игры.

## История создания цикла
Цикл рассказов о Дениске во многом автобиографичен и написан в 1950-х и 1960-х годах. Писатель взял прототипом для главного героя своего сына Дениса, родившегося 15 декабря 1950 года в Москве. Во многих рассказах были отражены некоторые действительные события из жизни семьи.

## Персонажи
- Денис Кораблёв (прототип — Денис Драгунский) — мальчик, ученик начальных классов.
- Мишка Слонов (прототип — Михаил Слоним[6][7]) — одноклассник и лучший друг Дениса.
- Мама Дениски ― уехала в санаторий и Дениска очень скучает по ней
- Отец Дениски ― любитель рыбалки, у него Дениска взял высокие резиновые сапоги
- Раиса Ивановна ― классная руководительница
- Вера Сергеевна — соседка семьи Кораблёвых, принесла для Денискиного костюма хвост для Кота в сапогах.
- Вожатая Люся — объявила со сцены о победе в конкурсе костюма «Кот в сапогах».

## Содержание
Действие рассказа происходит в конце 1950-х — начале 1960-х годов в Москве.
Перед зимними каникулами классная руководительница Раиса Ивановна похвалила своих ребят за хорошую учёбу в четверти и объявила, что в школе будет организован утренник и новогодний карнавал: каждый может нарядиться в кого захочет, а за лучший костюм будет выдана премия.
По дороге домой Мишка решил, что на карнавал он оденется гномом, поскольку ему вчера купили накидку от дождя и капюшон. На его вопрос, кем будет Денис, тот промолчал. Придя домой Дениска забыл о разговоре, так как оказалось, что его мама на десять дней уезжает отдыхать в санаторий. Мальчик остался дома с отцом и совсем забыл про утренник. В ожидании мамы, он каждый день зачёркивал клеточку в календаре, считая дни, оставшиеся до её приезда.
Неожиданно к нему прибежал Мишка в костюме гнома и спросил, идёт ли Дениска на утренник? Дениске, забывшему про школьный праздник, пришлось срочно решать, какой надеть костюм. Вместе друзья стали придумывать образ для карнавала. Дениска вспомнил про бахилы — высокие резиновые сапоги отца для рыбалки. Дениска залез в бахилы прямо в ботинках. Ходить так мальчику было неудобно, но другого варианта не было. В качестве головного убора Денис взял мамину соломенную шляпу от солнца — она была ему великовата и постоянно съезжала на нос. Мишке костюм понравился, но он не понимал, что он означает.
Они стали придумывать название образу — мухомор, старый рыбак… Соседка Вера Сергеевна, увидев Дениску в коридоре (действие происходит в коммунальной квартире?[уточнить]), воскликнула, что он «Настоящий кот в сапогах!». Однако у кота должен быть хвост — тогда Вера Сергеевна принесла Дениске рыжий хвостик от своей старой горжетки. Мишка, не умеющий шить иглой, с трудом пришил хвост к брюкам друга, при этом пару раз уколов его. Наконец, закончив приготовления друзья пошли в школу.
На школьный новогодний праздник собралось много детей. К ужасу Мишки, здесь было множество гномов. Кот в сапогах был только один, но Дениска всё время спотыкался в своей неудобной обуви во время танцев. В конце праздника вожатая Люся со сцены объявила, что первую премию за лучший костюм получает «Кот в сапогах»! Спотыкаясь, под смех зала, Дениска поднялся на сцену и получил свой приз — книги «Дядя Стёпа» и «Сказки-загадки».
По пути домой Мишка посетовал, что на празднике было так много гномов. Дениска успокоил друга, сказав, что Мишка был самым смешным гномом из всех и предложил ему выбрать одну из книг. Мишка выбрал «Дядю Стёпу». Зайдя домой, Дениска с облегчением скинул бахилы и посмотрев на календарь понял, что до маминого приезда осталось всего три дня!